# Obligación de hacer

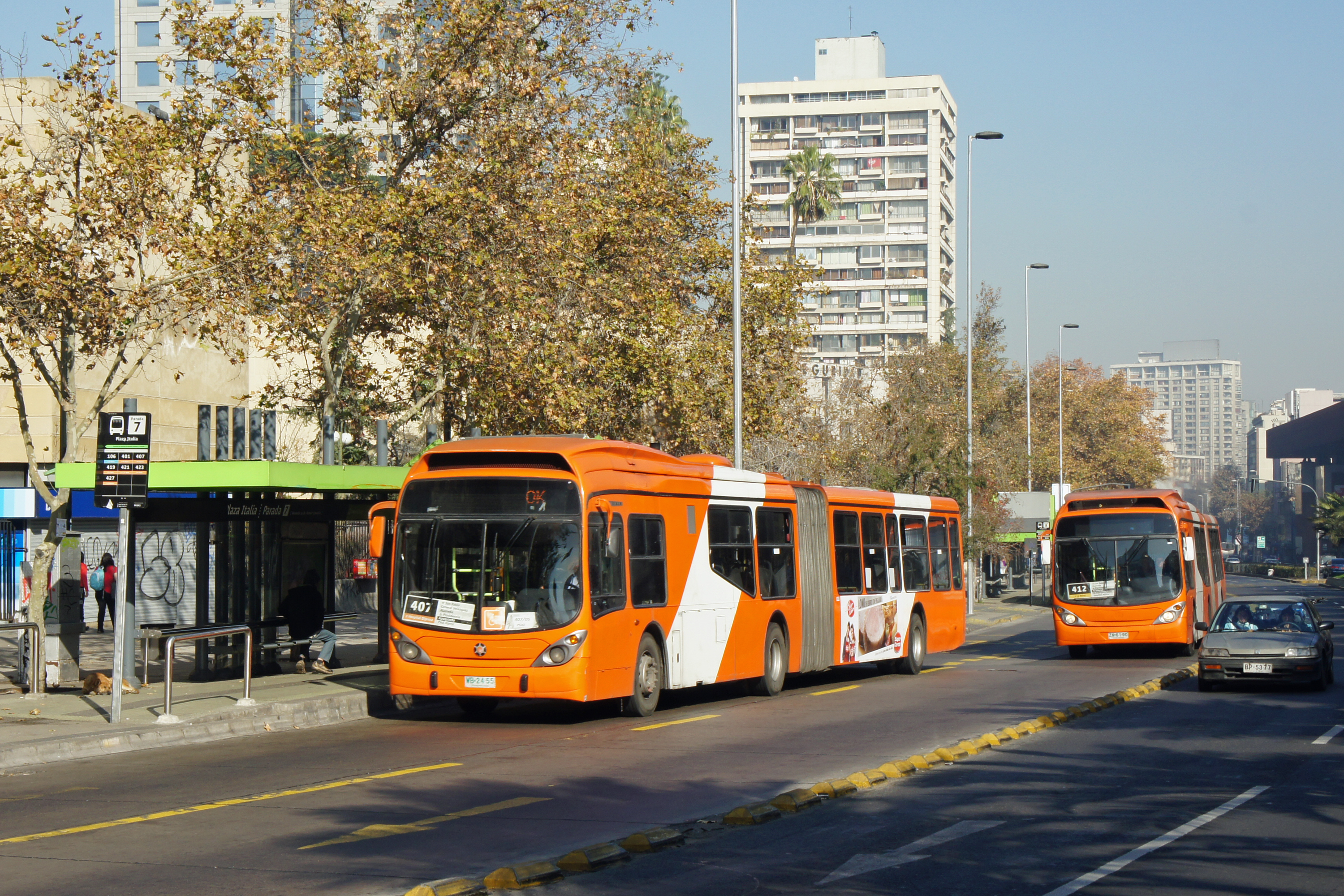
Transporte público en Santiago de Chile. La obligación de transportar pasajeros constituye una clásica obligación de hacer.

Obligación de hacer es aquella obligación jurídica en que el deudor se obliga a realizar un hecho.

## Clases

### Obligación de hacer fungible
Es aquella que puede ser desarrollada por cualquier persona con capacidad, y constituye la regla general en esta clase de obligaciones. El beneficio o provecho del acreedor queda igualmente satisfecho si dicha prestación la realiza el mismo deudor u otra persona, pues al acreedor o sujeto activo simplemente le interesa la realización de la prestación, independientemente de la persona del deudor o de quien cumpla con la prestación de hacer, es decir, en esta clase de obligaciones el deudor originario puede ser sustituido por otro que cumpla con la prestación establecida.

### Obligación de hacer no fungible o personalísima
Es aquella que no puede ser desarrollada por otras personas, sino únicamente por la persona misma del deudor.
Dado su carácter personalísimo se trata de obligaciones intransferibles e intransmisibles.

## Ejemplos
Constituye obligación de hacer la de los promitentes de celebrar el contrato prometido, del donatario de recibir la cosa, del vendedor de sanear la cosa, del comprador de recibir la cosa, del arrendatario de usar la cosa según contrato, cuidar la cosa, hacer reparaciones locativas y restituir la cosa, del mandatario de ejecutar el encargo y rendir cuenta, del comodatario de usar la cosa según contrato y de restituirla, del depositario de guardar la cosa y de restituirla, del acreedor prendario y anticrético de restituir la cosa, del cargador en el transporte de suministrar documentos y del porteador de recibir las mercaderías, emprender el viaje, custodiar la carga y entregarla a su destinatario, del asegurado de declarar su riesgo y de cuidar y salvar el objeto asegurado y de denunciar el siniestro, del asegurador de entregar la póliza, del trabajador de prestar servicios personales al empleador, del árbitro de desempeñar el cargo, del abogado de representar al cliente en juicio.